# Dino Alberti
Ferdinando Alberti, detto Dino (Brescia, 14 maggio 1982), è un politico italiano.

## Biografia
Laureato in Ingegneria meccanica all'Università degli Studi di Brescia, ha lavorato come cameriere, come collaboratore di un ingegnere ambientale e  come tecnico per il risparmio energetico industriale.
Alle elezioni politiche del 2013 viene eletto deputato della XVII legislatura della Repubblica Italiana nella circoscrizione IV Lombardia per il Movimento 5 Stelle.
Nel 2017 per sensibilizzare i cittadini sul tema del consumo di suolo, con il collega Claudio Cominardi ha promosso la produzione del docu-video musicale Trenta piò, realizzato dal rapper bresciano Dellino Farmer e dal cantautore Piergiorgio Cinelli.
Alle elezioni regionali del 2018 è eletto consigliere regionale con il M5S per la provincia di Brescia, carica che ricopre fino a inizio 2023, quando non si ricandida in ottemperanza alla regola - interna ai pentastellati - dei due mandati nelle istituzioni.